# Luftlandegeschwader 2
Luftlandegeschwader 2 (dobesedno slovensko: Zračnopristajalni polk 2; kratica LLG 2) je bil jadralni letalski polk (Geschwader) v sestavi nemške Luftwaffe med drugo svetovno vojno.

## Organizacija
- štab
- I. skupina
- II. skupina
- III. skupina
- IV. skupina

## Vodstvo polka
Poveljniki polka (Geschwaderkommodore)
- Oberstleutnant Richard Kupschus: april 1942